# Dysart, Iowa
Dysart är en ort i Tama County i delstaten Iowa, USA.